# Zuidersluis (Antwerpen)
De Zuidersluis is een voormalige sluis in Antwerpen. Ze werd tijdens de rechttrekking van de Antwerpse Scheldekaaien omstreeks 1879 gebouwd, samen met de Zuiderdokken; het Steendok, Schippersdok en het Kooldok, allen voltooid in 1881. Op 26 juli 1885 kwamen de Belgische vorsten koning Leopold II en koningin Maria Hendrika van Oostenrijk (Marie-Henriëtte), de nieuwe Scheldekaden, Zuidersluis en Zuiderdokken plechtig inhuldigen.
Deze Scheldekaden werden tussen 1897 en 1903 zuidwaarts nog eens met twee kilometer verlengd. Petroleumtanks aan het uiteinde kregen een 300 meter lange aanlegsteiger. Nu is het de PPNZ (Petroleumpier Noord-Zuid).
Sporen van deze voormalig binnenvaartsluis zijn nog te zien aan de samenloop van de Gerlache- en Cockerillkaai en Vlaamse - en Waalse Kaai anderzijds, en tussen de straten IJzeren Poortkaai en de Visserskaai. De Zuidersluis was vanaf de Scheldekant tot de Zuiderdokken ongeveer 180 tot 200 meter lang en ongeveer 20 meter breed en ongeveer 3,50 meter diep.
De getijdendeuren werden bediend zoals aan de eveneens gedempte Bonapartesluis, met kaapstanders, water- en stoomkracht en met berekende man- en getijdenkracht. Deze Zuiderdokken waren bestemd voor zeilbinnenvaart en later voor gemotoriseerde binnenvaart, vooral spitsmaten. Grotere binnenvaart kwam pas veel later, naargelang de vraag naar méér laadcapaciteit, maar die konden nauwelijks in deze dokken manoeuvreren. Deze gedempte dokken waren de rust- en lighavendokken voor de schippers.
Toen de havenactiviteiten zich meer naar de noordelijke dokkenhaven verplaatsten, werd de Zuidersluis samen met de Zuiderdokken in 1967 gesloten en in 1969 gedempt.
De Zuidersluis bevindt zich nog in goede staat onder de fundamenten van het Hof Van Beroep (prefab gebouw). Als het Hof van Beroep tegen 2010 verhuist van de Zuiderdokken naar het tegen die tijd gerenoveerde historische pand aan de Britselei, kan de sluis en het middelste gedeelte van de Zuiderdokken terug uitgegraven worden. Hier zou dan een nieuwe kleine moderne getijdenjachthaven ontstaan (niet voor 2012). Hierover is echter nog niets beslist en het is afhankelijk van de heraanleg van de kaaien.
De Zuidersluis is gelegen op een plaats waar geen natuurlijke verzanding optreedt.
Berendrechtsluis · Bonapartesluis · Boudewijnsluis · Kieldrechtsluis · Kallosluis · Kattendijksluis ·  Royerssluis · Van Cauwelaertsluis · Zandvlietsluis · Zuidersluis